# Prosthetic Records
Prosthetic Records – wytwórnia płytowa specjalizująca się w heavy metalu. Swoją siedzibę ma w Kalifornii, a powstała w 1997 roku na drodze współpracy z Metal Blade Records.

## Zespoły współpracujące z Prosthetic Records
- The Acacia Strain
- All That Remains
- Beneath the Massacre
- Burn in Silence
- Byzantine
- Cannae
- Crematorium
- The Esoteric
- The Funeral Pyre
- Gojira
- Infernaeon
- Kylesa
- Light This City
- The Minor Times
- Reflux
- Skeletonwitch
- Through the Eyes of the Dead
- Wolf
- Yakuza
- Year of Desolation

## Byłe zespoły Prosthetic Records
- Blackstar Rising
- Breach
- Caliban
- Canvas
- Goatsnake
- Himsa
- Invocation of Nehek
- Lamb of God
- Life in a Burn Clinic
- Spite
- Stitch